# Gambit Smith-Morra
En els escacs, el gambit Smith–Morra (o simplement gambit Morra) és un gambit d'obertura contra la defensa siciliana caracteritzat pels moviments:
1. e4 c5
2. d4 cxd4
3. c3
Les blanques sacrifiquen un peó per desenvolupar-se ràpidament i crear possibilitats d'atac. A canvi del peó de gambit, les blanques tenen una peça desenvolupada després de 4.Cxc3 i un peó al centre, mentre les negres tenen un peó de més i la majoria en els peons centrals. El pla de les blanques és senzill i consisteix a col·locar el seu alfil a c4 per atacar la casella f7, i controlar les columnes c i d amb la torre, prenent avantatge del fet que les negres poden difícilment trobar un lloc adequat per posar la seva dama.
El gambit Smith–Morra no és habitual en partides entre Grans Mestres, però és popular a nivell de clubs.
|  |

## Història
El gambit Smith–Morra rep el seu nom en honor del francès Pierre Morra (1900–1969), i Ken Smith (1930–1999) del Dallas Chess Club. D'aquí que a Europa es prefereix el nom gambit Morra; noms històrics com els de gambit Tartakower i gambit Matulovic han desaparegut.
Morra va publicar un fullet i diversos articles sobre el Smith-Morra els volts del 1950, Smith va escriure un total de nou llibres i quaranta-nou articles sobre la tàctica. Quan Smith va participar en un torneig internacional contra diversos Grans Mestres a San Antonio (Texas) el 1972, va assajar l'obertura tres vegades, contra Donald Byrne, Larry Evans i Henrique Mecking, però va perdre les tres partides.

## Visió general
Les negres tenen una àmplia varietat de defenses raonables després de 1.e4 c5 2.d4 Cxd4 3.c3. Les blanques de vegades juguen 2.Cf3 i 3.c3, que depenent de la resposta de les negres poden descartar certes línies.

## gambit Morra Acceptat: 3...dxc3

### 4.Cxc3
- Línia principal clàssica: 4...Cc6 5.Cf3 d6 6.Ac4 e6 7.0-0 Cf6 8.De2 Ae7 9.Td1 e5 10.h3 or 10.Ae3
- Configuració Scheveningen: 4...Cc6 5.Cf3 d6 6.Ac4 e6 7.0-0 Cf6 (o Ae7) 8.De2 a6 9.Td1 Dc7 (probablement inferior Da5) 10.Af4 (10.Ag5) Ae7
- Variant siberià: 4...Cc6 5.Cf3 e6 6.Ac4 Cf6 i 7...Dc7 amb la idea que comença després de 7.0-0 Dc7 8.De2 Cg4!, 9.h3?? Es perd amb el famós "Parany siberià" 9...Cd4!, guanyant la dama. Si per contra les blanques juguen 9.Td1, prevenint 9...Cd4, les negres poden continuar amb 9...Ac5 amb un joc clarament millor.
- Variants Cge7: 4...Cc6 (o 4...e6) 5.Cf3 e6 6.Ac4 a6 (Cge7) 7.0-0 Cge7 (d6 8.De2 Cge7 9.Ag5 h6) 8.Ag5 f6 9.Ae3
- Defensa 6...a6: 4...Cc6 5.Cf3 d6 6.Ac4 a6 i de vegades 7...Ag4
- Fianchetto: 4...g6 (4...Cc6 5.Cf3 g6 permet 6.h4!?) 5.Cf3 Ag7 6.Ac4 Cc6
- Defensa Chicago: 4...e6 5.Ac4 a6 6.Cf3 b5 7.Ab3 d6 8.0-0 i les negres juguen ...Ta7 en algun moment
- Fianchetto de dama ràpid: 4...e6 5.Ac4 a6 6.Cf3 b5 7.Ab3 Ab7

### 4.Ac4
- Aquesta línia és similar al gambit danès: 4...cxb2 5.Axb2

## gambit Morra refusat
- Variant de l'avanç: 3...d3
- Primera transposició a l'Alapín: 3...Cf6 4.e5 Cd5
- Segona transposició a l'Alapín: 3...d5 4.exd5 Dxd5 (Cf6) 5.cxd4

La darrera té mala reputació, perquè la casella c3 ésta buida per pel cavall. Encara que 5...Cf6 (5...e5; 5...Cc6 6.Cf3 e5) 6.Cf3 e6 7.Cc3 Dd6 és semblant a transposar a la línia prinicipal de l'Alapín: 2.c3 d5 3.exd5 Dxd5 4.d4 e6 5.Cf3 Cf6 6.Ad3 Cc6 7.0-0 cxd4 8.cxd4 Ae7 9.Cc3 Dd6.